# Канело Алварес
Сантош Сол Алварес Бараган, по-известен като Сол „Канело“ Алварес, е мексикански професионален боксьор.
Шампион е в 4 теглови категории. Той е един от най-добре платените спортисти в света според класацията на Forbes за 2019, 2022 и 2023 г.

## Ранен живот
Алварес е роден в Гуадалахара, Халиско. Помага във фермата на родителите си и е учил конна езда – нещо, което практикува и до днес. Алварес е най-малкият от осемте деца в семейството, седем от тях момчета (всички стават боксьри).
„Канело“ на испански означава канела. Този прякор се отнася за хора с рижа коса.

## Аматьорски години
Канело започва да се боксира на 13, след като гледа дебюта на брат си Ригоберто Алварес. През 2004 г. печели сребро на мексиканския шампионат за юноши, провел се в Синалоа. Печели същото издание през 2005 г. в Чиапас, когато е на 15 години. Аматьорският му рекорд е 44 – 2.

## Професионална кариера
Канело започва да се боксира на професионално ниво едва на 15-годишна възраст. Дебютира на 29 октомври 2005 г. срещу мексиканеца Абрахам Гонзалез и печели двубоя с нокаут в 4-тия рунд. В рамките на 4 години Алварес изиграва общо 24 мача, всички с победи с изключение на 1 равен. През тези 4 години той завоюва титлата на Халиско, WBA Fedecentro, NABF и WBO Latino в полусредна категория.
През 2009 печели юношеската титла на WBC, а след това печели и титлата на WBC Silver в полусредна категория.